# Eivissa
|  | Per a altres significats, vegeu «Eivissa (desambiguació)». |

Situació d'Eivissa respecte als Països Catalans

Eivissa és la més gran de les illes Pitiüses i la més occidental de les illes de l'arxipèlag Balear, al centre-oest de la Mediterrània occidental. És el lloc d'origen dels eivissencs. Està inscrita a la llista del Patrimoni de la Humanitat amb el nom Eivissa, Biodiversitat i Cultura, de 1999 ençà.
Amb una longitud de costa de 210 km, en la qual s'alternen petits penya-segats amb cales d'arena, les distàncies màximes a l'illa són de 41 quilòmetres de nord a sud i de 15 quilòmetres d'est a oest; i té una morfologia força irregular, formada per una multitud de petites muntanyes, de les quals la més alta és sa Talaia —al municipi de Sant Josep de sa Talaia— amb 475 metres d'altitud. Amb un alt grau d'urbanització (sovint incontrolada), conserva algunes zones d'alt valor natural com són el parc natural de ses Salines, Cala d'Hort o els aiguamolls de ses Feixes. La seva economia depèn majoritàriament dels ingressos del sector turístic, l'activitat del qual està centrada en la temporada d'estiu. L'illa es divideix tradicionalment en Vila (nom tradicional de la ciutat) i Fora Vila, de la mateixa manera que Mallorca es divideix en Ciutat i Part Forana.
Fou anomenada Ibošim pels cartaginesos, Pitiüssa ('lloc abundant de pins') i Ἔβυσσος pels grecs i Ebusus pels romans.

## Nom
El nom d'Eivissa és el més antic de totes les balears, atès que ja apareix en les monedes d'època cartaginesa sota la forma ’YBŠM, que hom vocalitza com a Ibošim. Els grecs ho adaptaren en Ἔβυσσος (Ébyssos), i els romans en Ebusus. Per altra banda, sembla que els grecs també li donaren el nom de Pitiüssa (paral·lel a Cromiüssa, Melussa i Ofiüssa), derivat de πίτυς 'pi', i que posteriorment passà a anomenar l'arxipèlag d'Eivissa i Formentera. La interpretació principal és que Ibošim significa 'illa de Bes', un déu d'origen egipci i adoptat pels fenicis, atès que s'han identificat nombroses referències a aquesta divinitat entre el material arqueològic trobat a Eivissa.
El nom d'Ebusus passà a l'àrab Yābisa, que casualment en àrab també significa 'terra', mentre que el català Eivissa és continuador de la forma grecollatina, amb diftongació normal de la e- inicial. Cal tenir en compte, però, que malgrat el que disposa la Llei de Normalització Lingüística de les Illes Balears, el Consell Insular d'Eivissa encara no ha normalitzat la denominació oficial de l'illa, motiu pel qual segueix inscrita com a Ibiza.

## Geografia
De la mateixa manera que ocorre amb les altres Illes Balears excepte una part de Menorca, l'illa d'Eivissa és fruit del plegament de materials dipositats al mar durant el secundari, produït durant l'orogènia alpina, al terciari. Ve a ser una continuació de les serralades Bètiques. Està formada per dos conjunts: un, al sud-oest, format per les muntanyes de Sant Josep (on hi ha Sa Talaia); i l'altre, al nord-est, que és el conjunt format per es Amunts i els turons o puigs de Santa Eulària. Entre ells queden dues badies: la badia de Portmany i la d'Eivissa, que són parcialment omplertes per materials sedimentaris que formen el Pla de Portmany i el Pla de Vila. Unes petites elevacions a l'extrem sud de l'illa tenen per conseqüència l'aparició d'un altre pla sedimentari parcialment omplert que dona una zona d'aiguamolls convertits per l'home en Ses Salines, i que entra en contacte amb el Pla de Vila per la zona de Platja d'en Bossa.
El relleu resultant del seu origen és accidentat. Es tracta d'una illa de relleu muntanyós, si bé són elevacions suaus. Això obliga l'home a la construcció de feixes per aprofitar-la. La costa és en conseqüència també accidentada, i alterna penya-segats amb petites cales, i només hi ha grans platges a les zones que toquen els plans o les salines (Platja d'en Bossa, ses Salines o Talamanca).
Les muntanyes eivissenques estan formades bàsicament per roca calcària, que doten l'illa d'importants aqüífers, avui dia sobreexplotats. L'illa compta amb l'únic riu de les Balears, el riu de Santa Eulària, que avui dia de riu en conserva només el topònim, ja que només porta aigua després de la pluja com tots els torrents. Però, fins a mitjan segle xx, el riu va portar aigua tot l'any; i s'alimentava exclusivament d'aigües subterrànies i, de fet, encara discorre de forma subterrània.
La vegetació de l'illa és de bosc mediterrani. Està formada gairebé exclusivament per boscos de pi blanc, i sotabosc espès format per plantes arbustives xeròfits com les següents: la mata, l'estepa, el cepell, el romaní o el coscoll. Pel que fa a la fauna, no hi ha presència de grans animals ni carnívors ni herbívors. Així hi destaquen els conills, les rates i els eriçons; i —entre els depredadors— el falcó, l'olivassa (òliba) i la gairebé desapareguda geneta. Sí que hi tenen gran presència els ocells. S'han de destacar ses Salines, parc natural fet servir com a punt d'aturada per moltes aus en les seves rutes migratòries entre el nord d'Europa i l'Àfrica (el cas dels flamencs). Al mar, l'illa compta amb importants prats submarins de posidonia oceanica, actualment amenaçats per la contaminació; i presenta una gran biodiversitat.

## Història

### Prehistòria i edat antiga

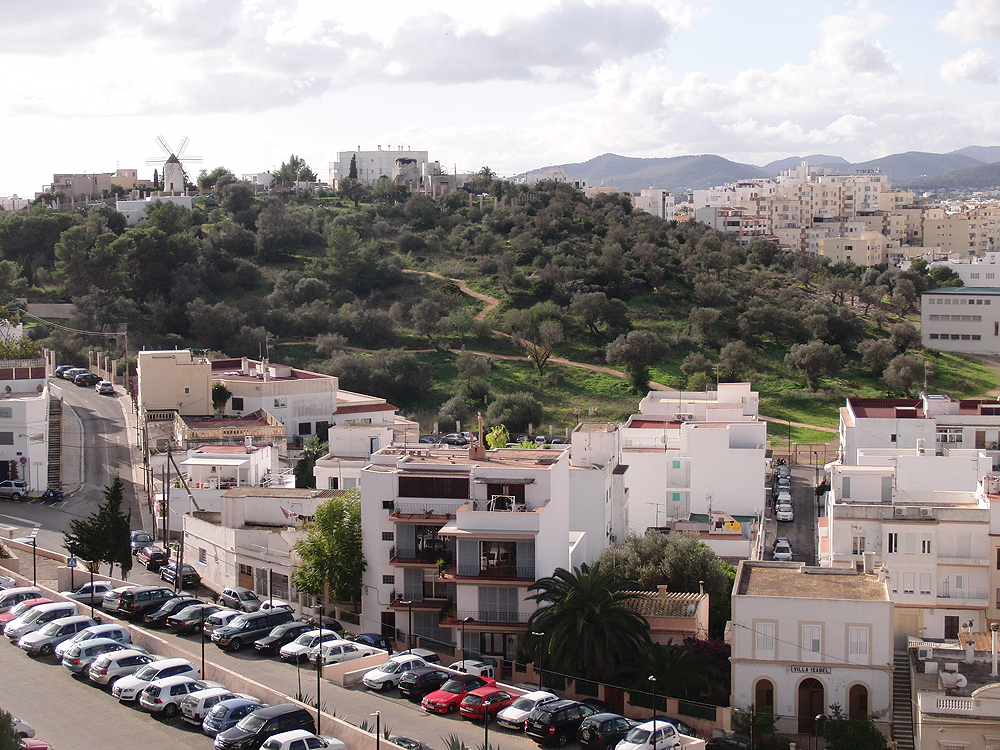
Necròpolis d'Eivissa, Puig des Molins.

Fins als anys 70 del segle xx es va pensar que l'illa d'Eivissa hauria estat deshabitada abans de l'arribada dels fenicis el segle viii aC. Però l'aparició de les pintures rupestres de la cova de ses Fontanelles, junt a l'existència del monument megalític de Ca Na Costa a Formentera van fer que aquesta opinió canviés. Amb tot, actualment s'especula amb com hauria estat la població prehistòrica illenca, ja que no se'n sap res i en tot cas, sí que se sap que a les primeres fases d'ocupació la identitat cultural amb les altres illes és gairebé total, mentre que després els pobladors de les Pitiüses es varen diferenciar clarament dels baleàrics (els habitants de Mallorca i Menorca creadors de la cultura talaiòtica).
Els fenicis arriben a l'illa el segle viii aC, a la que anomenen i-busim (illa del pi) i s'estableixen al poblat de sa Caleta (del qual en queden restes arqueològiques). El 654 aC funden la ciutat d'Eivissa al Puig de Vila i estableixen la seva necròpoli al Puig des Molins, que té més de 3.000 hipogeus. Normalment els fenicis establien colònies a la costa per a comerciar amb els pobles indígenes però no ocupaven el territori de l'interior. Això no ocorre a Eivissa, que va ser fortament poblada pels fenicis i que presenta restes importants a molts punts de l'illa. Destaquen els santuaris de s'Illa Plana i la cova des Culleram. L'illa, sense recursos naturals llevat de les salines que ja es comencen a explotar, presenta gran valor estratègic i és comercialment molt important. Els fenicis posen a l'illa el nom de i-busim que significa illa del pi, i els grecs pityussa,. Va passar al control de Cartago al segle V aC. La població púnica va ser important, ja que s'han trobat 4.000 tombes púniques al cementiri de Puig des Molins.
Durant la Segona Guerra Púnica (darreries del segle iii aC) Eivissa passa a mans de Roma mitjançant el pacte i rep l'estatus de federada. Fins a època imperial conserva els costums i tradicions i la seca amb moneda pròpia. A l'illa d'Eivissa s'ha trobat una àmfora amb caràcters hebreus que data almenys del segle i.

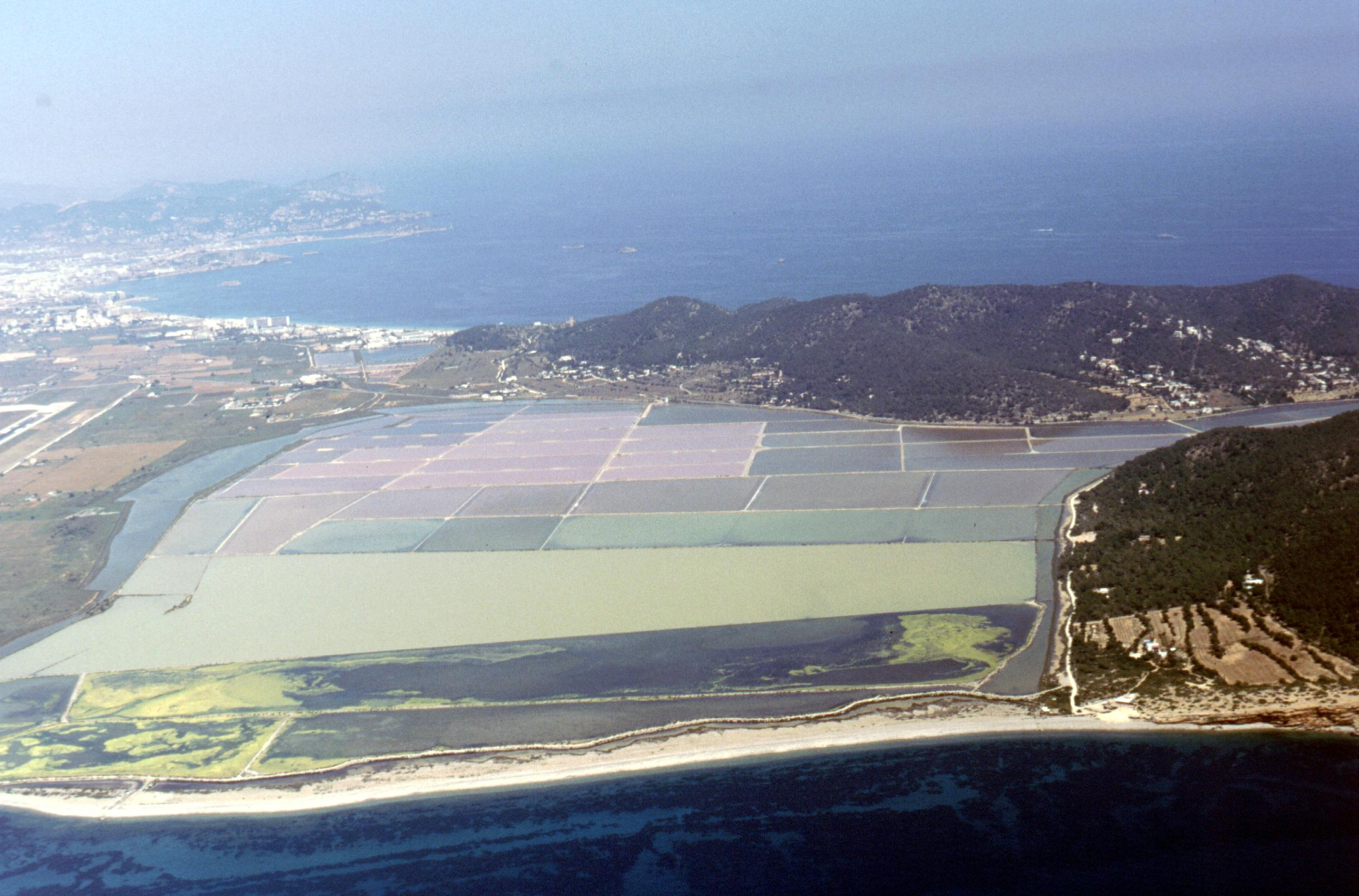
Parc natural de ses Salines.

### Edat mitjana
Amb la caiguda de l'Imperi Romà d'Occident, Eivissa passa a dependre del regne dels vàndals situat al nord d'Àfrica, juntament amb la resta d'illes de la Mediterrània occidental. A Eivissa això marca l'inici d'una «època fosca» de la qual se'n sap poca cosa. A mitjan segle vi, l'emperador romà d'Orient Justinià I conquereix el regne vàndal i tots els seus territoris. Eivissa depèn dels romans d'Orient fins a una data incerta, i possiblement fou incorporada a l'islam amb la conquesta de Mallorca, al segle x. En caure el califat de Còrdova el 1031 les Illes Balears i Pitiüses passen a dependre de l'Emirat de Dàniyya (Dénia) i posteriorment s'independitzen formant l'Emirat de Mayūrqa. Durant l'època de la taifa mallorquina el pi eivissenc té un paper fonamental en la construcció de les embarcacions dels pirates que es dirigeixen als regnes cristians.
La conquesta cristiana d'Eivissa es produeix el 8 d'agost de 1235. L'illa d'Eivissa és conquerida per l'arquebisbe de Tarragona Guillem de Montgrí (amb col·laboració del seu germà Bernat de Santa Eugènia), el comte de Rosselló Nunó Sanç i l'infant Pere de Portugal, que havia estat comte d'Urgell. El primer ho fa com feudatari de Jaume I i després que la hi donés amb la condició de conquerir-la en un període determinat. Els altres dos ho feien com a feudataris de l'arquebisbe. L'illa es divideix en quartons en funció de les tropes aportades a la conquesta: el Quartó de ses Salines i el de Balansat per a Guillem de Montgrí, el Quartó de Portmany per a Nunó Sanç i el Quartó de Santa Eulària per a l'infant portuguès. Posteriorment el comte de Rosselló dona el seu quartó a l'arquebisbe i l'infant el seu a Jaume I, amb la qual cosa passa a ser anomenat també Quartó del Rei. Pel que fa a la vila, queda com un domini conjunt dels co-senyors i per a ús militar del monarca si fos necessari. Per a organitzar l'illa es crea un òrgan comunal amb participació dels senyors per a tota l'illa més Formentera: la Universitat d'Eivissa. Aquest serà l'òrgan administratiu de l'illa fins a la Nova Planta.

### Edat moderna
Eivissa pateix des de la Baixa Edat Mitjana i fins al segle xviii la pirateria berberisca, que deixa una gran marca a l'imaginari col·lectiu i a la literatura popular illenca, i provoca el despoblament de Formentera. La primera conseqüència serà la creació d'un sistema de torres de defensa per tota la costa de l'illa i de les impressionants muralles defensives de la ciutat (de 1554-1585) encara existents. A més, les esglésies rurals d'Eivissa i les mateixes cases pageses es faran en llocs elevats i amb grans parets per a protegir-se dels atacs de la pirateria. A més, durant el regnat de Felip II es construeixen les monumentals muralles que actualment envolten la ciutat antiga d'Eivissa (Dalt Vila).
Durant la Guerra de Successió Eivissa es declara lleial a l'arxiduc Carles d'Àustria i és, de fet, l'últim territori a caure el 1715, ja que a les Illes no s'hi envià cap flota fins després de la caiguda de Barcelona i a Eivissa no s'hi envià res fins després de la caiguda de Mallorca. Les conseqüències a l'illa, igual que a Mallorca, seran molt menors que a Barcelona i no hi haurà forta repressió. El Decret de Nova Planta de les Illes Balears posa punt final a la tradicional divisió d'Eivissa en quartons i amb un únic consell comunal, la Universitat. A més de desaparèixer aquesta institució d'autogovern, s'implanta el municipi castellà i es divideix l'illa en 18 municipis. Fora Vila el poblament a l'illa era absolutament dispers (cases pageses amb la seva terra al voltant), amb només petits nuclis de població a Santa Eulària des Riu i Sant Antoni de Portmany, de manera que es decideix urbanitzar l'illa. Es creen municipis «virtuals» sense cap nucli de població per tal d'intentar concentrar els pagesos. Aquesta distribució resulta ineficaç i finalment es decideix ressuscitar els quartons, dividint-se el territori de Fora Vila en els actuals quatre municipis. Es creen també durant el s. XVIII la majoria d'esglésies rurals, una per cadascun dels territoris que haurien d'haver estat municipis. Així, a Eivissa s'associa poble a parròquia i no a municipi.
Pel que fa a la sal, que era la major riquesa natural de l'illa, Guillem de Montgrí havia cedit els drets sobre la seva explotació al poble d'Eivissa, de manera que, en aparèixer, va ser el govern comunal de les Pitiüses, la Universitat, qui va administrar les rendes de la sal fins que aquesta institució fou eliminada com a conseqüència dels Decrets de Nova Planta (1715) i la monarquia se les va quedar per dret de conquesta.
El 1782 Carles III atorga a la vila d'Eivissa el títol de ciutat per tal de poder ser seu episcopal i desvincular-se de la seu tarragonina, de la qual encara es depenia com a conseqüència dels antics vincles feudals.

### Edat contemporània
El segle xix Eivissa pateix un cert augment demogràfic, que en una illa de la seva pobresa provoca tensions socials al camp i obliga a l'emigració a Cuba i Alger.
Durant la Guerra Civil espanyola, Eivissa queda en bàndol franquista. Entre el 8 d'agost i el 13 de setembre de 1936 l'illa passa a mans republicanes a conseqüència del desembarcament de les columnes de Baleares i Uribarri del capità Bayo, que posteriorment aniria a Mallorca. A l'illa s'hi forma un Comitè de Milícies Antifeixistes depenent del de Barcelona i s'hi constitueixen ajuntaments republicans. Comença la repressió republicana, que acaba la nit del 13 de setembre (amb l'illa a punt de caure per la derrota mallorquina de Bayo) amb l'execució de gairebé un centenar dels presos del castell per part de milicians anarquistes vinguts de Barcelona. La tornada de l'illa a mans franquistes duu una nova repressió, ara de l'esquerra. L'illa havia patit tensions i violències al camp molt importants que expliquen l'esclat de violència produït durant la guerra, que va portar centenars de morts a una illa que aleshores rondaria els poc més de 40.000 habitants. La Guerra suposa la fi d'aquestes tensions i del mode de vida pagès tradicional en alguns aspectes (desapareix el Ball Pagès, el festeig tradicional…), si bé Eivissa seguirà essent una illa essencialment pagesa.
Als anys 60 i part dels 70 Eivissa es converteix en un centre important de la cultura hippie. Molts joves d'arreu del món viatgen a l'illa atrets pel seu mode de vida rural, molt allunyat del mode occidental. També artistes i intel·lectuals propers a aquesta cultura la visiten i hi fan actes.
Als anys 70 el moviment hippie deixa pas al turisme de masses i Eivissa pateix un canvi substancial, posant punt final al mode de vida tradicional per a la majoria d'eivissencs. Aquest canvi arriba als 70, més tard del que ho fa a les altres zones mediterrànies d'Espanya. A més, s'hi produeix un boom migratori. En poc temps molts peninsulars, especialment del sud d'Espanya, van a viure a Eivissa, i també s'hi produeix una certa emigració de ciutadans europeus, si bé és menor que a altres llocs i és especialment important a Santa Eulària. Els anys 2000 arriba a Eivissa l'allau migratòria d'estrangers nord-africans i llatinoamericans, com a la resta de l'Estat, amb cert retard respecte a les grans ciutats.

## Administració
L'illa està dividida en cinc municipis els quals, al seu torn, en parròquies. L'òrgan de govern de la comunitat autònoma és el Govern Balear, amb seu a Palma (a l'illa de Mallorca). A escala local governa a Eivissa i Formentera el Consell Insular d'Eivissa i Formentera com a administració territorial, i assumeix gradualment més de les competències derivades de l'Estatut d'Autonomia de les Illes Balears amb una dotació econòmica com més va més gran. Després de la reforma estatutària de 2008, Formentera es va emancipar d'Eivissa creant el seu propi Consell Insular i mantenint la figura nominal del seu Ajuntament, i ambdues corporacions es van fusionar. La seva existència es fonamenta en l'antiga institució de la Universitat, heretada de la Corona Aragonesa, que havia estat dissolta després de la guerra de Successió Espanyola a principis del segle xviii; i va ser substituïda per una altra de menys entitat: l'Ajuntament. D'aleshores ençà, l'administració a escala insular és duta a terme pel Consell Insular d'Eivissa.

## Municipis d'Eivissa
| Municipi                | Àrea en km² | 2022    |
| ----------------------- | ----------- | ------- |
| Sant Josep de sa Talaia | 159.4       | 28.813  |
| Sant Antoni de Portmany | 126.8       | 27.431  |
| Sant Joan de Labritja   | 121.7       | 6.703   |
| Santa Eulària des Riu   | 153.6       | 40.548  |
| Ciutat d'Eivissa        | 11.1        | 50.715  |
| Total                   | 572.6       | 154.210 |

## Demografia
| Gràfic de l'evolució de la població de l'illa d'Eivissa 1800 i 2019         |
| --------------------------------------------------------------------------- |
|                                                                             |
| Font: Enciclopèdia d'Eivissa i Formentera i Institut Nacional d'Estadística |
| Gràfica elaborada per: Viquipèdia                                           |

## Turisme
A finals dels anys 1960 i durant els anys 1970, l'illa d'Eivissa va gaudir d'una expansió turística que li ha permès un desenvolupament econòmic per sobre del que li proporcionaven els seus recursos tradicionals (pesca i agricultura).
Actualment és un referent com a destinació per a joves d'arreu del món per la seva atrafegada vida nocturna. L'illa ofereix, també, nombroses cales i platges per a aquelles persones que busquen tranquil·litat. Es venen productes artesans com el flaó, les «orelletes» o el licor d'«herbes eivissenques». En l'àmbit tèxtil, té fama la moda adlib. Abunden els mercats com el d'Es Canà i el de Ses Dàlies.

### Vida nocturna

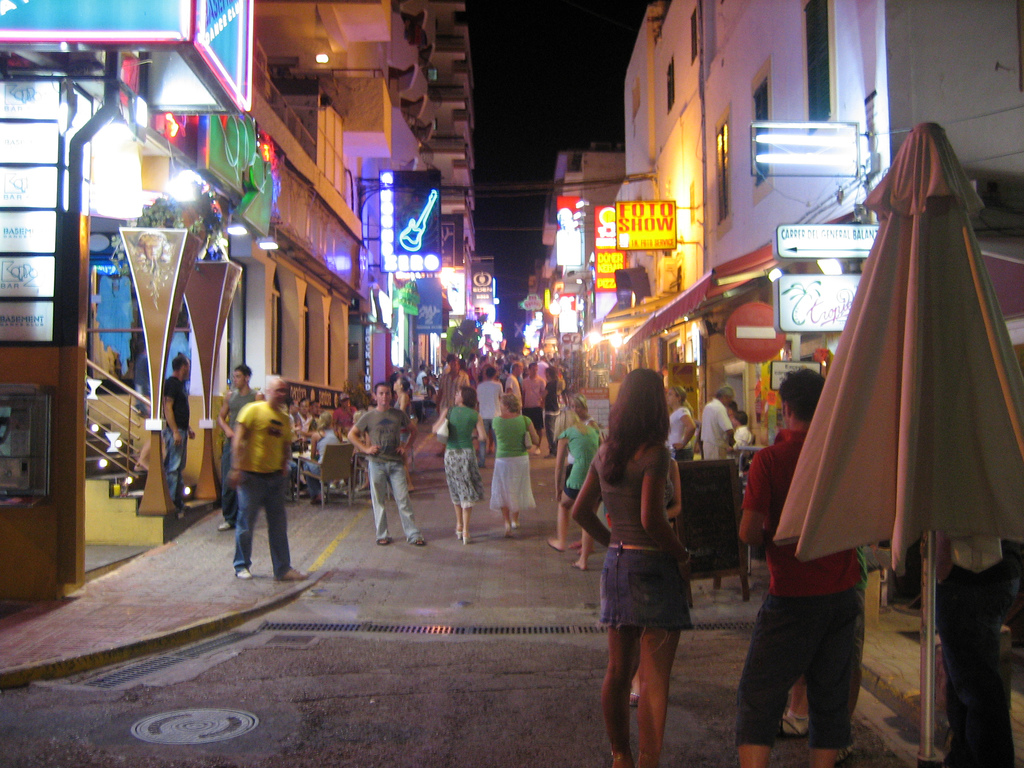
West End de Sant Antoni de Portmany.

Eivissa és considerada una destinació turística molt popular, especialment per la seva vida nocturna, centrada en dues zones: d'una banda, la ciutat d'Eivissa; i, d'una altra, Sant Antoni de Portmany. La temporada de festes tradicionalment comença al juny, amb les festes d'obertura, i acaba a l'octubre amb les festes de cloenda. L'horari típic dels turistes clubbers comença despertant-se al migdia, continua amb algun esdeveniment a mitja tarda, assisteixen a discoteques i clubs a la nit, i finalment van a algun club per veure l'alba. El Consell Insular d'Eivissa intenta promocionar un tipus de turisme més tranquil i familiar, d'una banda mitjançant lleis que obliguen els clubs a tancar a les sis del matí, a tot estirar, i també fomentant que tots els nous hotels siguin de 5 estrelles.

### Monuments
- Catedral d'Eivissa,[16] on es troba la imatge de la Mare de Déu de les Neus (Patrona d'Eivissa) i seu de la Diòcesi d'Eivissa.

### Patrimoni de la Humanitat
Un total de 85,64 km² d'Eivissa formen part del lloc Patrimoni de la Humanitat anomenat «Eivissa, Biodiversitat i Cultura», declarat per la UNESCO el 1999. Es tracta d'un lloc de caràcter mixt, és a dir, tant cultural com natural. Segons que assenyala l'organització mundial:
| «        | Eivissa proporciona un excel·lent exemple de la interacció entre els ecosistemes marí i costaner. Les denses praderies de Posidonia oceanica (herba marina), una important espècie endèmica que es troba només a la conca mediterrània, conté i sosté a una diversitat de vida marina. Eivissa conserva evidències considerables de la seva llarga història. Els jaciments arqueològics de Sa Caleta (assentament) i Puig des Molins (necròpolis) testifiquen l'important paper que va tenir l'illa en l'economia mediterrània en la protohistòria, particularment durant el període fenici - cartaginès. La fortificada Ciutat Alta (Alta Vila) és un destacat exemple de l'arquitectura militar renaixentista; va tenir una profunda influència en el desenvolupament de les fortificacions en els assentaments espanyols al Nou Món. | » |
| — Unesco | |   |

Forma part d'aquest lloc el Parc Natural de ses Salines, conegut per la seva brillant platja.

## Gastronomia d'Eivissa
La gastronomia d'Eivissa i Formentera tracta sobre el menjar i les begudes típiques de la cuina de l'Illa d'Eivissa i de l'illa de Formentera, la qual es va repoblar amb eivissencs el segle xviii.
La condició d'illes dona unitat a una cuina d'herència catalana i d'origen pagès, compartida pels cinc municipis d'Eivissa i l'únic de Formentera.
La cuina eivissenca està marcada per la seua naturalesa marítima, amb una varietat enorme de plats de marisc o peix. Açò es complementa amb les carns i les hortalisses típiques de la dieta mediterrània. L'afluència de turisme ha creat un sector de restauració destacable, que ha impactat en l'oferta gastronòmica amb la creació de diversos restaurants d'alta gamma.